# Asemesthes montanus
Asemesthes montanus är en spindelart som beskrevs av Tucker 1923. Asemesthes montanus ingår i släktet Asemesthes och familjen plattbuksspindlar. Inga underarter finns listade i Catalogue of Life.